# Župnija Čatež ob Savi
Župnija Čatež ob Savi je rimskokatoliška teritorialna župnija Dekanije Leskovec Škofije Novo mesto.
Do 7. aprila 2006, ko je bila ustanovljena Škofija Novo mesto, je bila župnija del Nadškofije Ljubljana.
Verniki se vsako nedeljo ob 8. in ob 10. uri zberejo v cerkvi pri sveti maši. Mašo obiskujejo ljudje iz naslednjih vasi: Čatež ob Savi, Dvorce, Prilipe, Sobenja vas, Žejno, Cerina, Dobeno, Mrzlava vas, Velike Malence, Globočice.

## Sakralni objekti
| #  | Slika                     | Cerkev                                    | Kraj           |
| -- | ------------------------- | ----------------------------------------- | -------------- |
| 1. | Klikni za spremembo slike | Cerkev sv. Jurija                         | Čatež ob Savi  |
| 2. | Klikni za spremembo slike | Cerkev sv. Duha                           | Mrzlava vas    |
| 3. | Klikni za spremembo slike | Cerkev sv. Martina                        | Velike Malence |
| 4. | Klikni za spremembo slike | Cerkev sv. Petra                          | Stankovo       |
| 5. | Klikni za spremembo slike | Cerkev sv. Vida                           | Čatež ob Savi  |
| 6. |                           | Kapela sv. Mihaela (kapela Dvorca Straža) | Cerina         |